# (3166) Klondike
(3166) Klondike est un astéroïde de la ceinture principale.

## Description
(3166) Klondike est un astéroïde de la ceinture principale. Il fut découvert par Yrjö Väisälä le 30 mars 1940 à Turku. Il présente une orbite caractérisée par un demi-grand axe de 2,23 UA, une excentricité de 0,116 et une inclinaison de 5,23° par rapport à l'écliptique.
Il fut nommé en hommage à Karl F. Joutsen et à Anton F. Johnsson qui firent fortune dans l'épisode de la ruée vers l'or se situant dans la région de Klondike au Canada.

## Compléments